# 也門撤僑
也門撤僑，或稱也門撤僑行動、紅海行動，是2015年3月29日－4月12日間，隨著沙特領導的干預也門行動使得也門內戰局勢升溫，中國人民解放軍海軍將中國公民及其他國家公民從也門撤出的一次非戰鬥性軍事行動，也是中華人民共和國首次以武裝力量直接進入外國領土執行的撤侨行動。共計撤離中國公民571人、其他外國在也門僑民279人。

## 背景

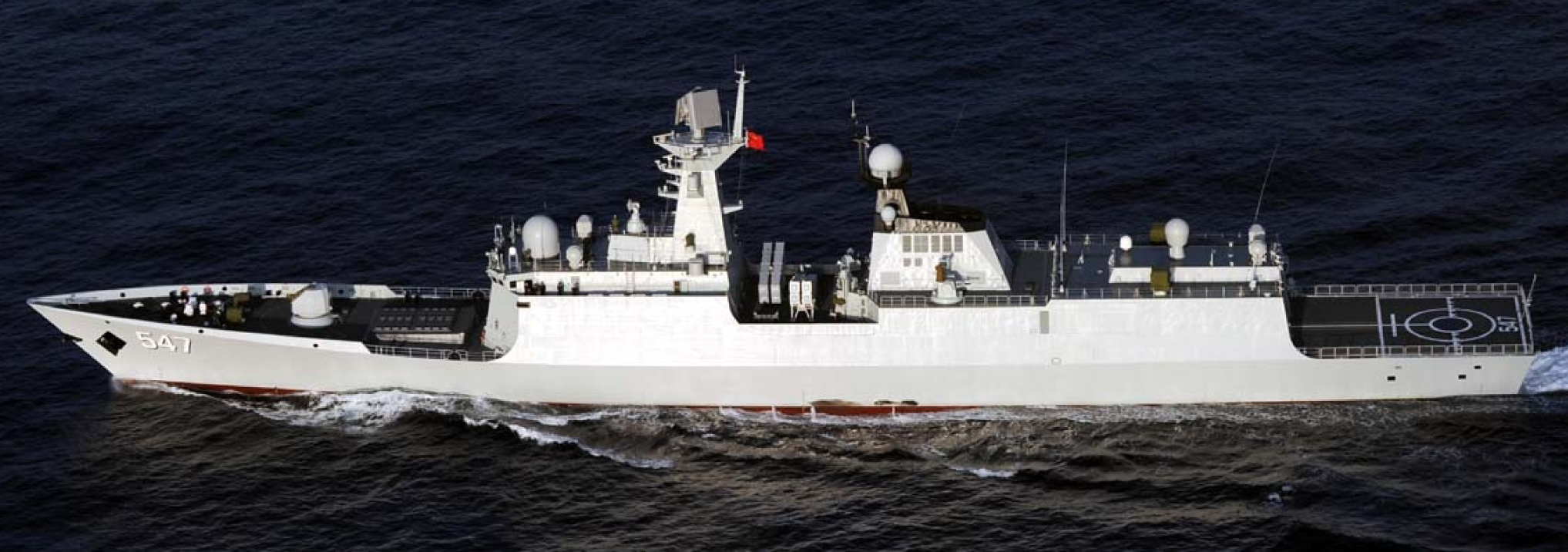
臨沂號導彈護衛艦

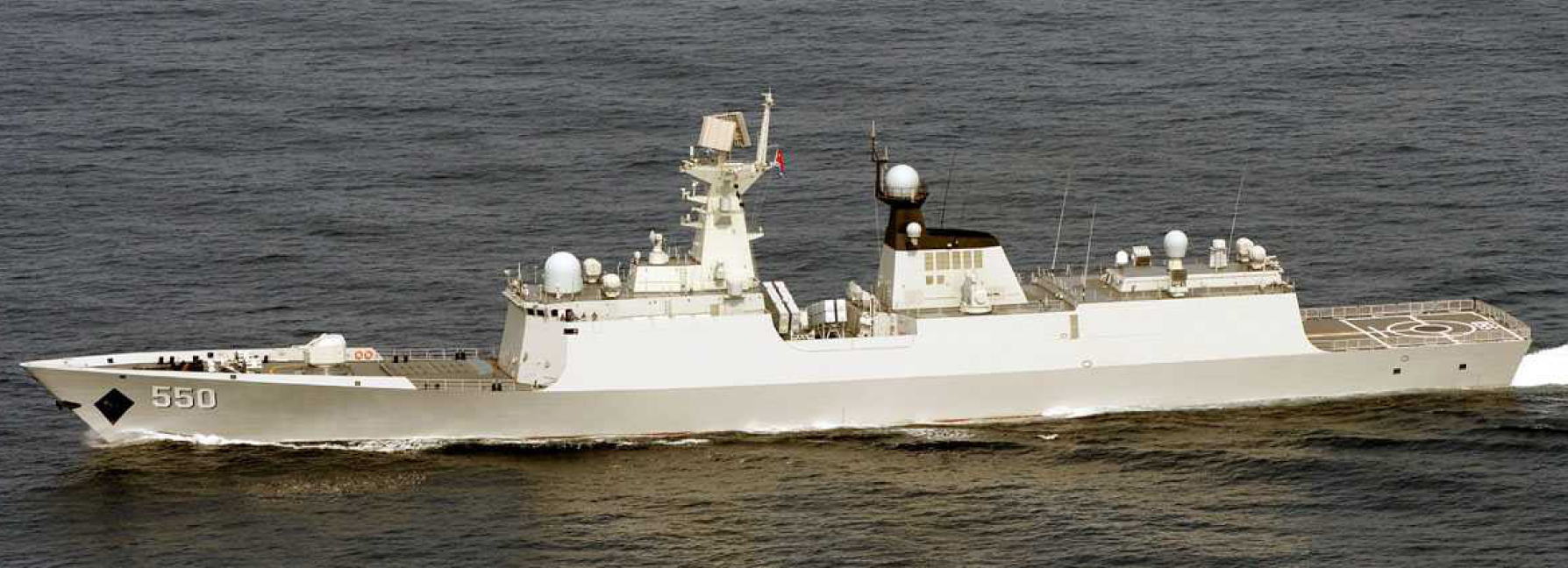
濰坊號導彈護衛艦

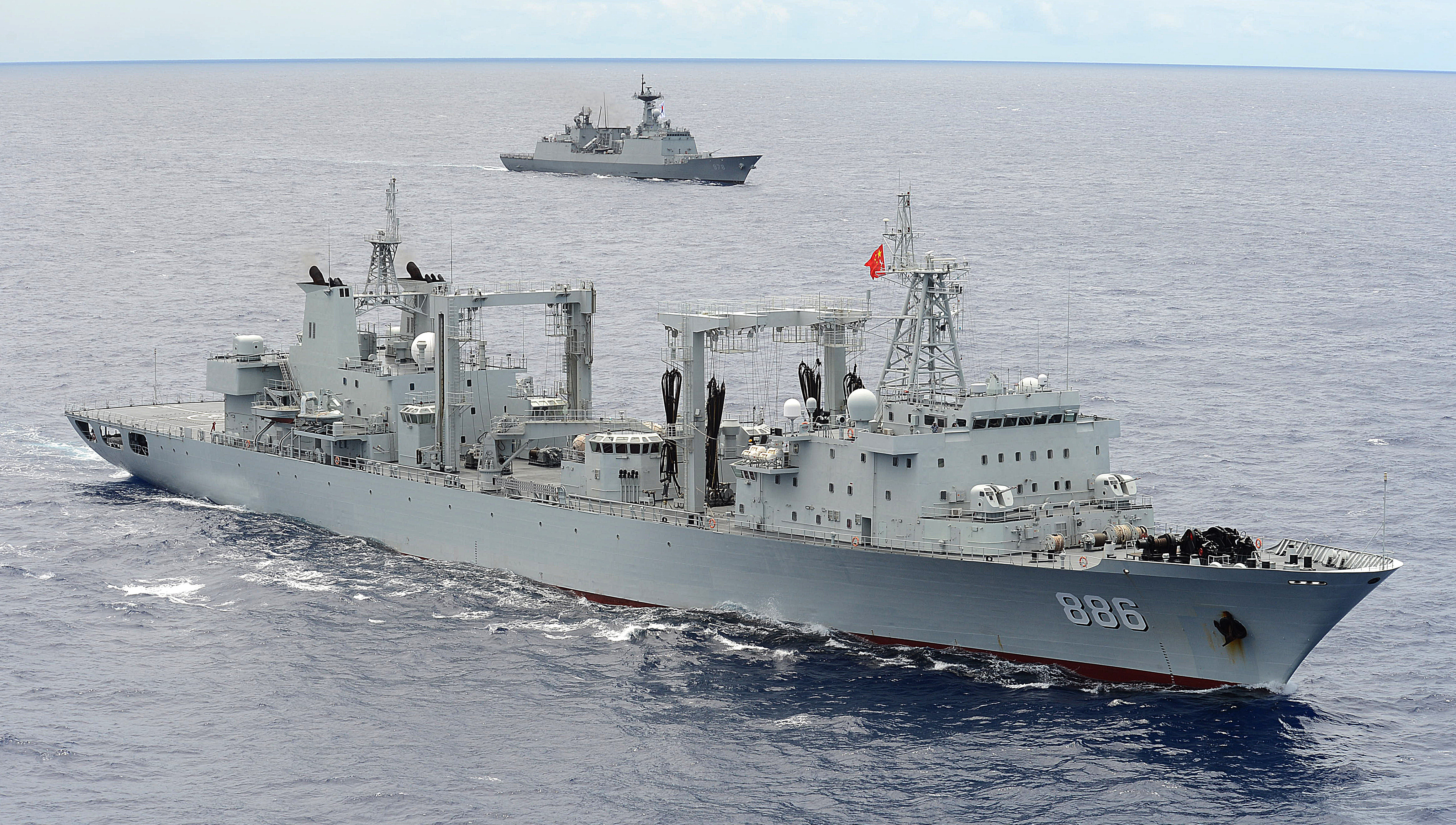
一艘903型綜合補給艦，與微山湖號為同一型艦

也門內戰局势自2014年以来持续升级，截止2015年3月26日，美国、英国、法国和德国等10多个国家已经关闭使馆，要求本国公民撤离也门。2015年3月26日起，由沙特阿拉伯和埃及、约旦、苏丹等其他海湾国家参加的国际联军在也门发动打击胡塞武装的军事行动。
而此時中國海軍第19批亞丁灣護航艦隊正在亞丁灣海域執行護航任務，護航編隊包括：
- 臨沂號導彈護衛艦（054A型護衛艦）
- 濰坊號導彈護衛艦（054A型護衛艦）
- 微山湖號綜合補給艦（903型綜合補給艦）

## 過程[2]
2015年3月26日，中央軍委主席習近平下令，中國海軍亞丁灣護航編隊“暫停護航任務”，赴也門執行撤離中國公民的任務。深夜，接到上级命令后，海军立即组织临沂舰、潍坊舰、微山湖舰向也门亚丁港海域机动。同时，编队连夜部署各舰迅速由护航状态转入撤离任务准备状态，完善舰艇靠泊、人员核准登舰、舰艇安全警戒、生活保障、卫生防疫等方案，在最短时间内完成了一切准备，并顺利完成了首批撤离任务。
中国驻也门大使馆经济商务参赞处表示，经商处参与部署在也中资企业人员的撤离。从26日开始，撤侨准备工作就已展开。
3月27日下午，中国船东网最早发布“中国海军暂时停止亚丁湾护航任务的通知。”这是从2008年年末中国海军赴亚丁湾护航以来的首次“暂停”。
3月28日上午，经商处紧急召开在也中资企业负责人会议，公布撤离时间、路线，详细说明撤离途中可能出现的种种问题，要求企业服从使馆安排，做到统一、安全、有序撤离。
3月29日，臨沂號導彈護衛艦29日停靠也门港口亚丁，准备撤离中国公民。
2015年3月30日上午，国防部新闻事务局证实中国海军舰艇编队赴也门撤离中国公民。3月29日中午，海军第十九批护航编队临沂舰抵达也门亚丁港，在中国驻亚丁总领事馆积极配合下，撤离了中国驻也门的首批122名中国公民，其中包括7名妇女和1名儿童。2名来自埃及和罗马尼亚的中国企业聘用的外籍专家一同随舰撤离。临沂舰经过近8个小时的高速航渡后横跨亚丁湾，顺利抵达位于非洲东部的吉布提共和国吉布提港。
3月30日，第二批400多人乘坐中国海军潍坊舰离开也门荷台达港，至此，需要撤出的中方人员已全部撤离也门。

### 外國僑民
2015年4月2日，臨沂號導彈護衛艦搭载巴基斯坦等10个国家在也门的225名侨民自也门亚丁港平安驶抵吉布提。僅截止4月2日，這些外國僑民國籍如下：
| 国籍     | 人數 |
| -------- | ---- |
| 巴基斯坦 | 176  |
| 衣索比亞 | 29   |
| 新加坡   | 5    |
| 義大利   | 3    |
| 德国     | 3    |
| 波蘭     | 4    |
| 英国     | 2    |
| 其他     | 57   |
| 總計     | 279  |

## 國際反應

### 俄羅斯
俄羅斯海軍在此次行動中也為中國公民的撤離提供了協助，2015年4月11日夜间，超过300名最後一批不同国家公民乘坐俄羅斯海軍的“亚速海沿岸”号撤离亚丁，顺利抵达吉布提。

### 美国
2015年2月10日，美国关闭驻也门使馆。3月下旬，最后一批美军特别行动部队成员从也门阿奈德空军基地撤离。美国在4月6日承认，无法帮助在也门的公民离境。由于也门机场关闭，美国希望在也门的公民从海上乘坐外国船只离境。

## 後續發展及意義
此次行動是中華人民共和國一改先前通過承包民航客機、民用船隻的方式，首次以武裝力量直接前往外國領土執行的撤僑行動，具有重大的歷史意義，也展現了近年來中國人民解放軍海軍遠洋能力的顯著提升。而此次行動也使得中華人民共和國對於海外軍事基地需求的迫切性增加。
吉布提共和國位於紅海南段西岸，在此次撤僑行動中成為了被撤出的僑民的前期安置點，扮演了重要的角色。隨後中華人民共和國與吉布提簽署協議，中國人民解放軍駐吉布提保障基地於2017年7月11日在吉布提市建立，這也是中國的首個海外軍事基地。

## 相关作品
- 紅海行動，2018年上映的電影，以本次撤僑事件改編，但將也門虛構成了一個叫做“伊維亞共和國”的國家。
- 那年那兔那些事，漫畫，有提及此次事件。